# طيران الشرق الأوسط الرحلة 438
في 1 يناير 1976 أقلعت طائرة طيران الشرق الأوسط رحلة 438 من مطار بيروت الدولي بالعاصمة اللبنانية بيروت في طريقها إلى مطار دبي الدولي بإمارة دبي، كانت الطائرة من طراز بوينغ 720 وتقل على متنها 66 راكباً و15 من أفراد الطاقم، وأثناء تحليقها في المجال الجوي السعودي على ارتفاع 11,300 متر (37,000 قدم) وفي تمام الخامسة والنصف مساءً تعرضت منطقة الشحن الأمامية في الطائرة لانفجار قوي أدى إلى سقوطها وتحطمها على بعد حوالي 40 كم شمال غرب مدينة القيصومة السعودية، ونتج عن الحادث مقتل جميع الركاب وأفراد الطاقم. ولم يتم التعرف على منفذي هذا التفجير، لكن لبنان في هذا الوقت كانت تحت وطأة الحرب الأهلية.